# Wasilij Kotow
Wasilij Afanasjewicz Kotow (ros. Василий Афанасьевич Котов, ur. 1885 w Moskwie (lub we wsi Dorochowo w guberni moskiewskiej), zm. 26 maja 1937 w Moskwie) – członek KC WKP(b) (1925-1937).

## Życiorys
Skończył szkołę podstawową, 1915 wstąpił do SDPRR(b), kilkakrotnie aresztowany, 1916 aresztowany i zesłany, 19 marca 1917 amnestionowany po rewolucji lutowej. W 1918 organizował oddziały specjalnego przeznaczenia przy rejonowym komitecie RKP(b), 1919-1925 sekretarz odpowiedzialny rejonowego komitetu RKP(b) w Moskwie, od 1925 do listopada 1928 członek Sekretariatu Moskiewskiego Gubernialnego Komitetu RKP(b)/WKP(b). Od 31 grudnia 1925 do 26 czerwca 1930 członek KC WKP(b), od 19 grudnia 1927 do 26 czerwca 1930 zastępca członka Biura Organizacyjnego KC WKP(b), od marca 1929 do 1933 członek Kolegium Ludowego Komisariatu Pracy ZSRR, jednocześnie od marca 1929 do 1935 członek Centralnego Biura Ubezpieczeń Społecznych Wszechzwiązkowej Centralnej Rady Związków Zawodowych. Od 1935 do września 1936 zarządca trustu "Gosotdiełstroj" Ludowego Komisariatu Gospodarki Komunalnej RFSRR.
19 września 1936 aresztowany, 25 maja 1937 skazany na śmierć przez Wojskowe Kolegium Sądu Najwyższego ZSRR pod zarzutem udziału w antyradzieckiej organizacji terrorystycznej i następnego dnia rozstrzelany. 25 września 1958 pośmiertnie zrehabilitowany.